# Grammatodera bifasciata
Grammatodera bifasciata es una especie de coleóptero de la familia Mycteridae.

## Distribución geográfica
Habita en Sri Lanka.